# مخصر خفيف
في ملابس النساء، يعتبر المُخَصِّر الخفيف نوعاً من ألبسة الأساس، يحتوي أجزاء من النهديّات والمشدات. يمتد من الشرائط الكتفية إلى أسفل الجذع، ويتوقف حول الجزء العلوي من الساقين. قد يتضمن المخصر الخفيف تخريمات في الأمام أو في الخلف.
يمكن أن يسمى المخصر الخفيف أيضاً المُخَصِّر فقط.